# Пазинетти, Луиджи
Луиджи Лодовико Пазинетти (итал. Luigi Lodovico Pasinetti; 12 сентября 1930, Дзаника, Ломбардия — 31 января 2023, Милан) — итальянский экономист, автор теоремы Пазинетти.

## Биография
В 1954 году окончил Католический университет Святого Сердца в Милане, продолжил образование в Гарварде, Оксфорде и Кембридже. Преподавал экономическую теорию в Кембриджском университете, эконометрику в Католическом университете в Милане, также в качестве приглашённого профессора читал лекции в Колумбийском университете, Индийском статистическом институте в Калькутте, Школе экономики в Дели. Эмерит кафедры экономического анализа Католического университета в Милане.

## Вклад в науку
В экономической науке известен благодаря существенному развитию теории неорикардианства и математической формулировке рикардианской системы. Его именем названа теорема в теории распределения и модель экономического роста (теорема Пазинетти).
В своей статье «Норма прибыли и распределение дохода с точки зрения экономического роста» 1962 года Пазинетти показал, что, в соответствии с моделью Калдора, равновесие зависит исключительно от уровня сбережений, которые делают капиталисты, и совершенно не зависит от того, склонны ли делать сбережения представители рабочего класса. Эта теорема «самоподъёма» (bootstrap theorem), когда капиталисты способны повысить прибыльность собственных капиталов простым увеличением сбережений (накоплений), вызвала активную дискуссию, которая привела к выводу о том, что всё зависит от ряда других обстоятельств, влияние которых определить невозможно.
Луиджи Пазинетти скончался 31 января 2023 года.